# Rio Formoso (Minas Gerais)
O rio Formoso é um curso de água que banha a Zona da Mata do estado de Minas Gerais, Brasil. É um afluente da margem direita do rio Pomba e, portanto, um subafluente do rio Paraíba do Sul. Apresenta 64 km de extensão e drena uma área de 394 km².
O rio Formoso nasce na serra da Mantiqueira, no município de Oliveira Fortes, a uma altitude de aproximadamente 1200 metros. Sua foz localiza-se no município de Rio Pomba. Em seu percurso, o rio Formoso também banha os municípios de Santos Dumont, Aracitaba e Tabuleiro. No trecho entre a foz do córrego Jacutinga e a foz do córrego dos Rochas, o rio Formoso serve de fronteira natural entre os municípios de Tabuleiro e Rio Pomba.